# راغب عياد
راغب عياد (3 أكتوبر 1882 - 16 ديسمبر 1982) هو فنان تشكيلي مصري.

## حياته
ولد في عام 1882، التحق بأول معهد للفنون الجميلة عام 1908 عمل مدرساً للتربية الفنية بعد التخرج، أُوفد في بعثة إلى إيطاليا عام 1925، وصار أميناً للمتحف القبطي عام 1942، ثم مديراً لمتحف الفن الحديث عام 1950 وحصل على جائزة الدولة التقديرية عام 1965، وحصل أيضاً على وسام من الحكومة الإيطالية، وتوفي عام 1982.

## أعماله
- رقصة سودانية
- الجاموسة
- الريف
- مقهى أسوان
- نساء في الحقل
- العازفون

## أسلوبه
استخدم أسلوب المدرسة الواقعية والتي تهتم بنقل ومحاكاة الأشكال والأشياء والعناصر من الطبيعة حسب رؤية الفنان وجمع بين الحياة الشعبية والريفية والمصرية وبين ما حققته الفنون المصرية القديمة.